# Katja Martínez
Katja Martínez de La Presa (* 24. Juli 1995 in Argentinien) ist eine argentinische Schauspielerin und Model.

## Leben
Katja Martínez de La Presa ist die Tochter des Sängers und Rockmusikers Andrés Ciro Martínez. Sie hat eine jüngere Schwester und einen Halbbruder.
2014 debütierte sie am Teatro Tabarís in Buenos Aires in Criatura Emocional.
Seit März 2016 spielt sie die Rolle der Jazmín Gorjesi in der lateinamerikanischen Telenovela Soy Luna im Disney Channel. Sie singt bei den Liedern Sobre Ruedas, Vuelo und Chicas Asi mit. In der zweiten Staffel singt sie das Lied Fush, ¡Te Vas!.

## Filmografie
- seit 2016: Soy Luna (Fernsehserie)
- seit 2019: Bia (Fernsehserie)